# Service maritime de la Garde civile

Service maritime de la Garde civile sont les Garde-côtes d'Espagne, fondés en 1991. Ils dépendent de la Garde civile. Depuis 1991, elle a repris des fonctions de patrouilles maritimes littorales et fluviales dévolues à la marine espagnole qui du coup retire peu à peu du service ses navires patrouilleurs pour ne conserver que les patrouilleurs hauturiers. Certains patrouilleurs sont mis en œuvre par des autorités portuaires comme le USV Vendaval à Ceuta.

## Galerie d'images

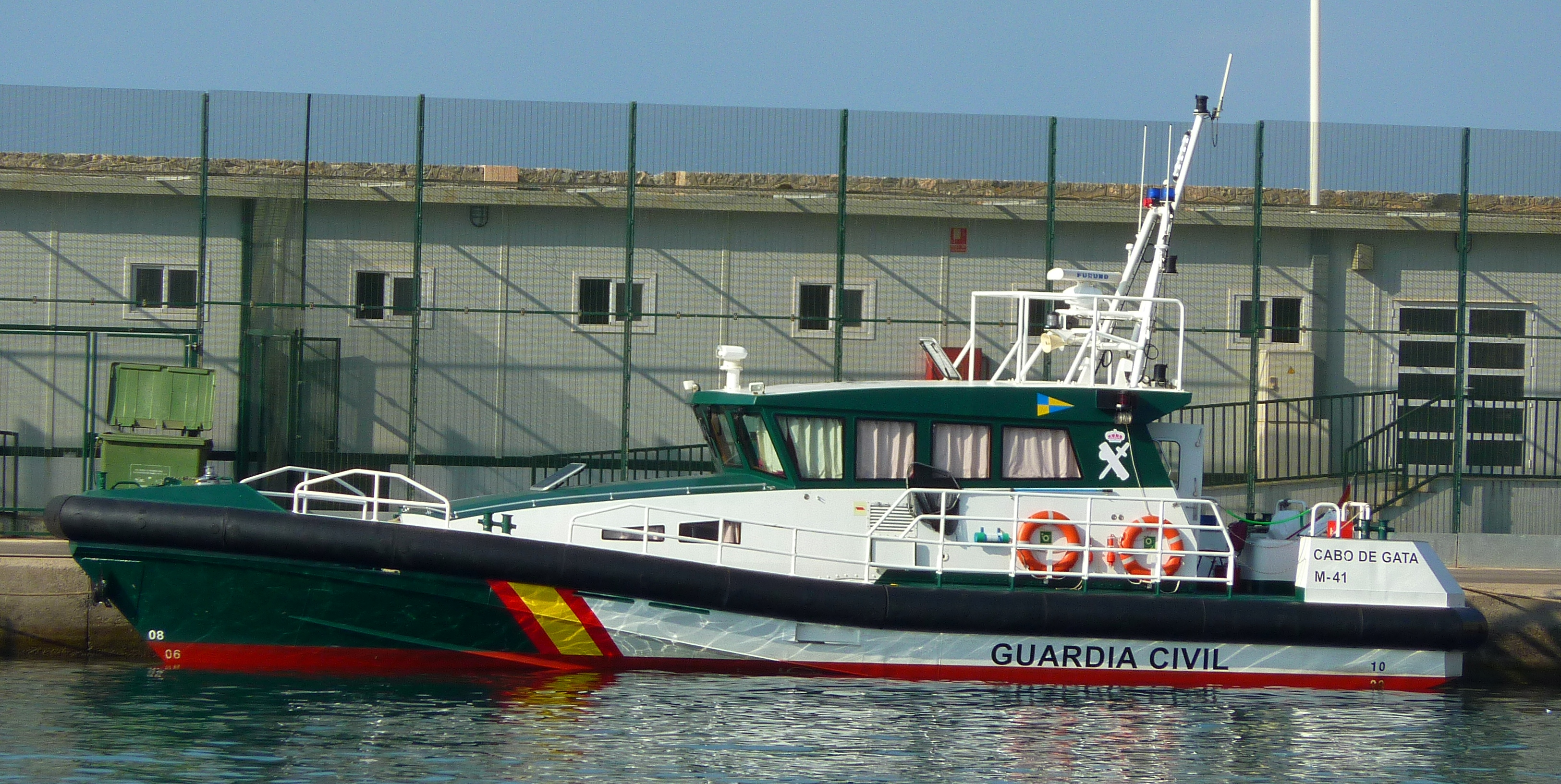
Classe Alusafe 1500 Mk.II
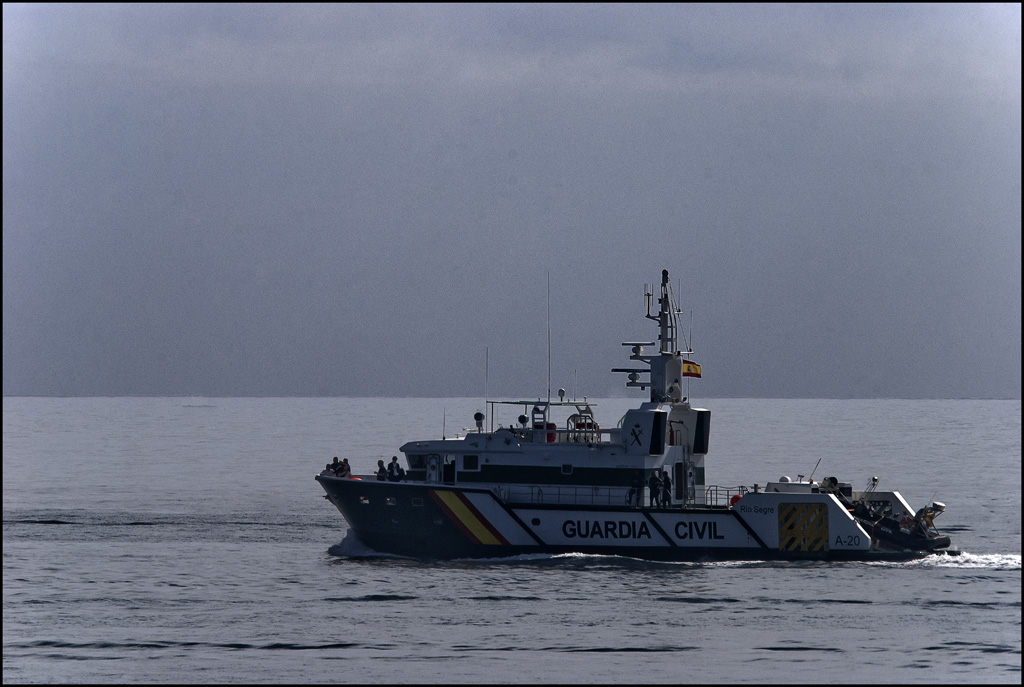
Classe Río Segre (es)
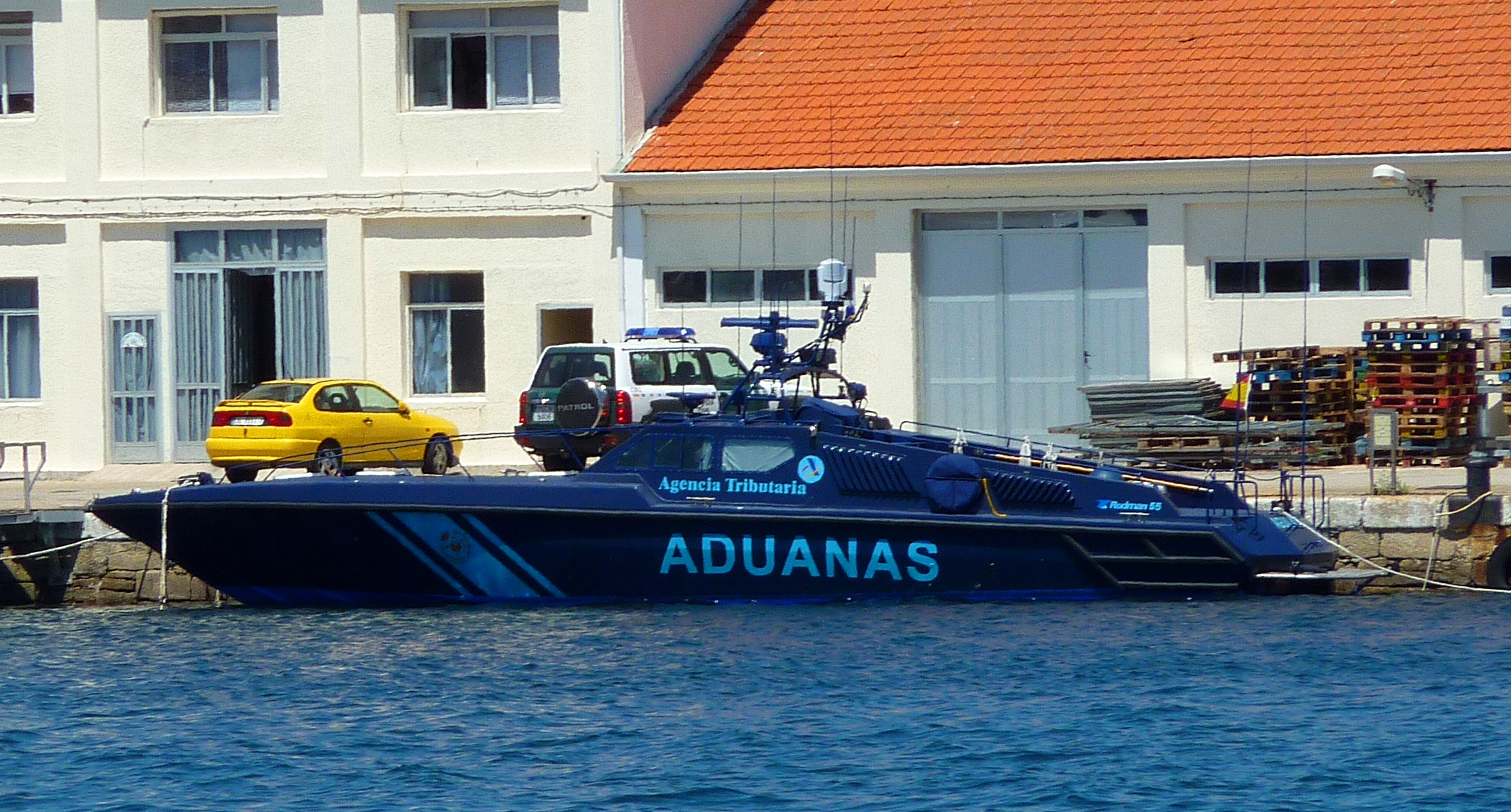
Classe Rodman-55HJ îles Canaries (es)
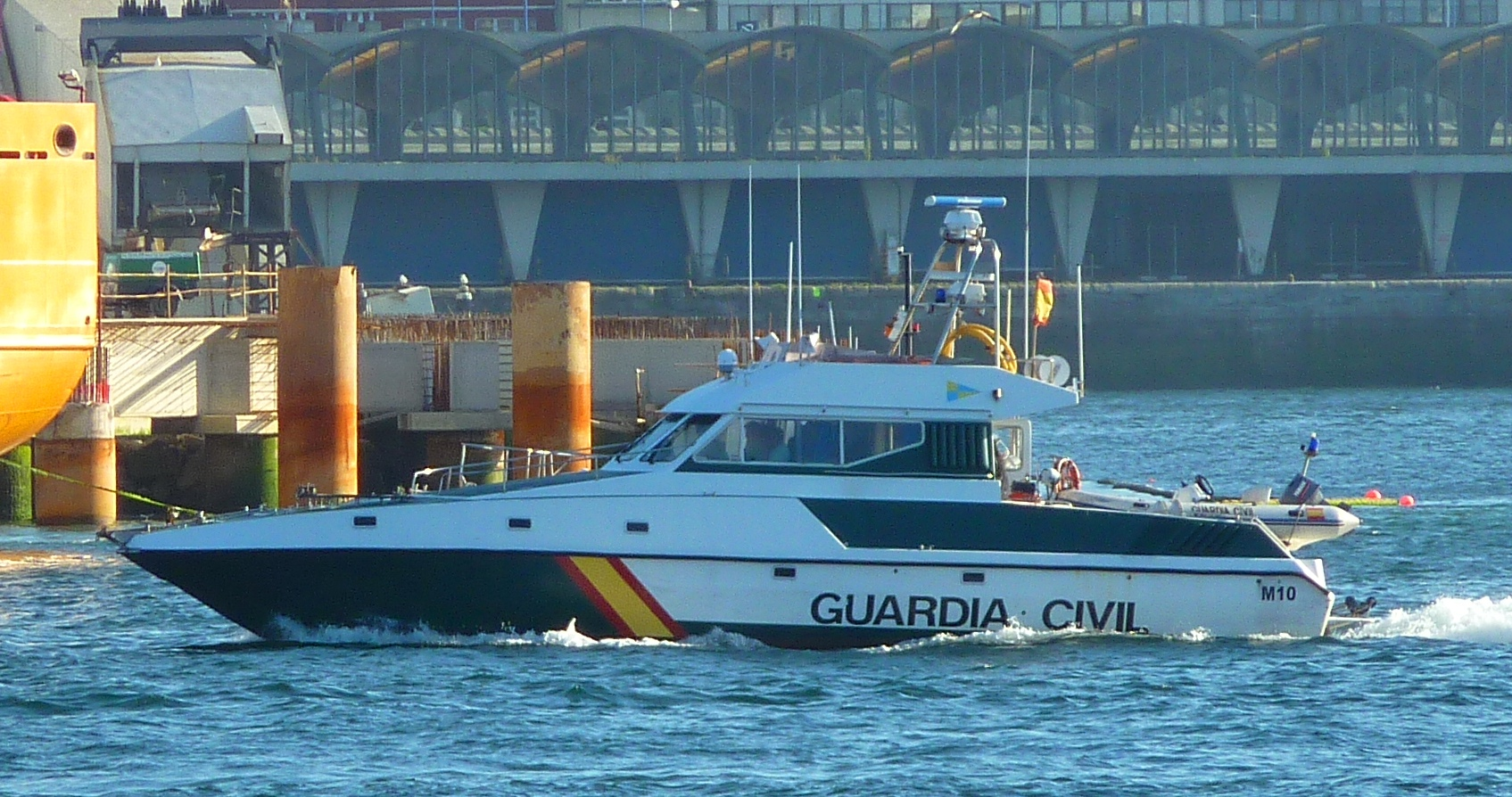
Classe Rodman-55M (es)
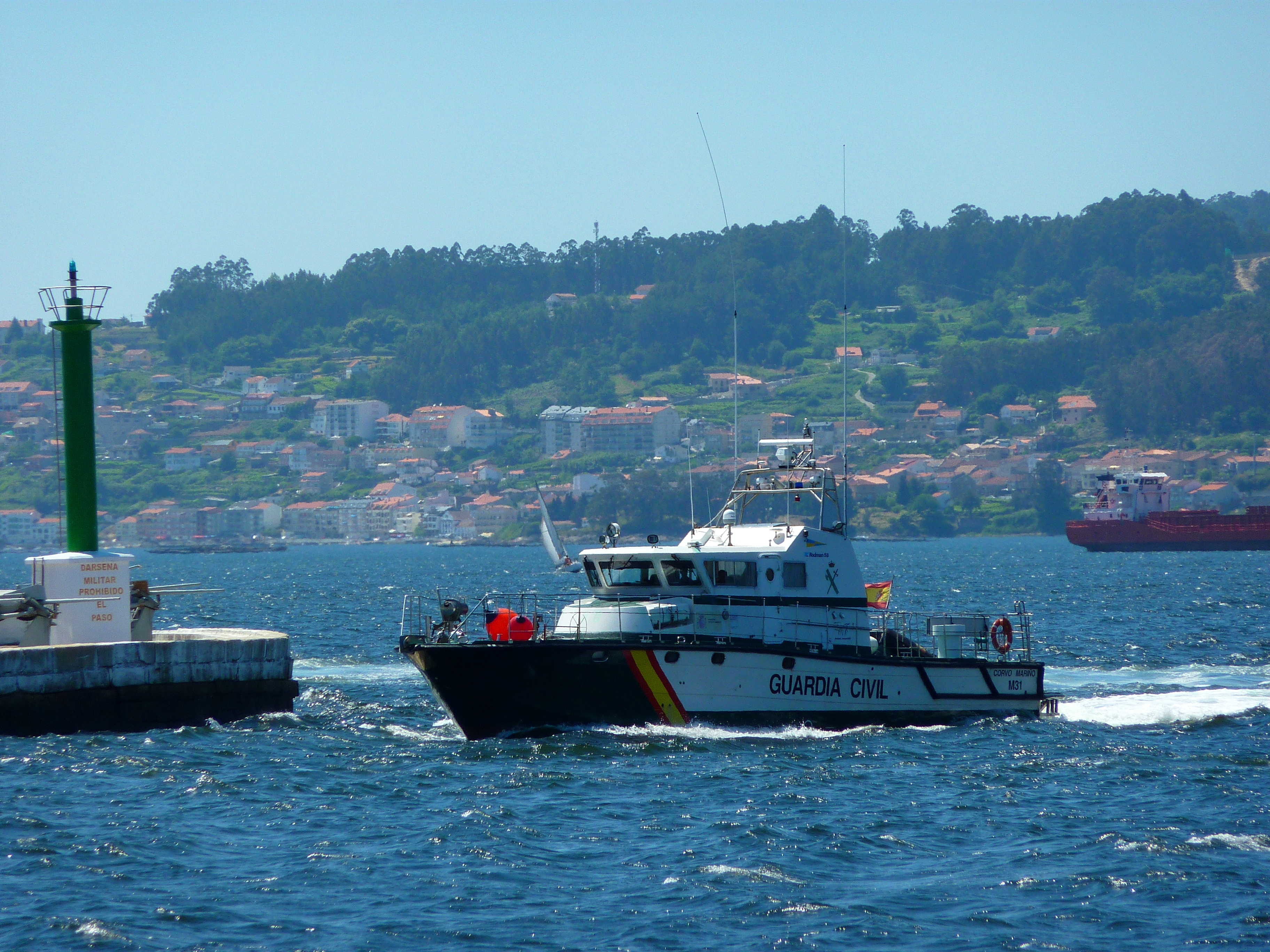
Classe Rodman-58 (es)
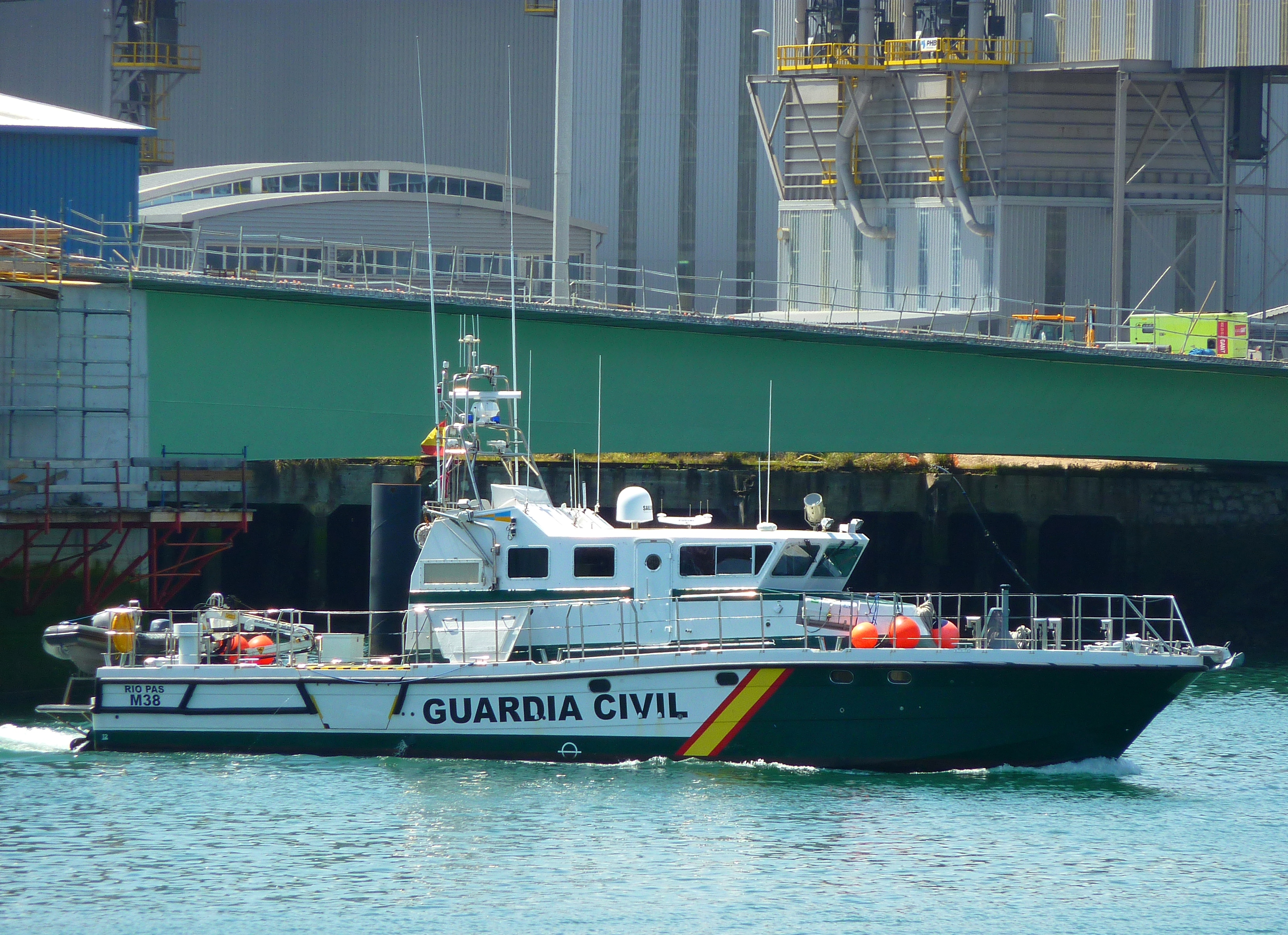
Classe Rodman-66
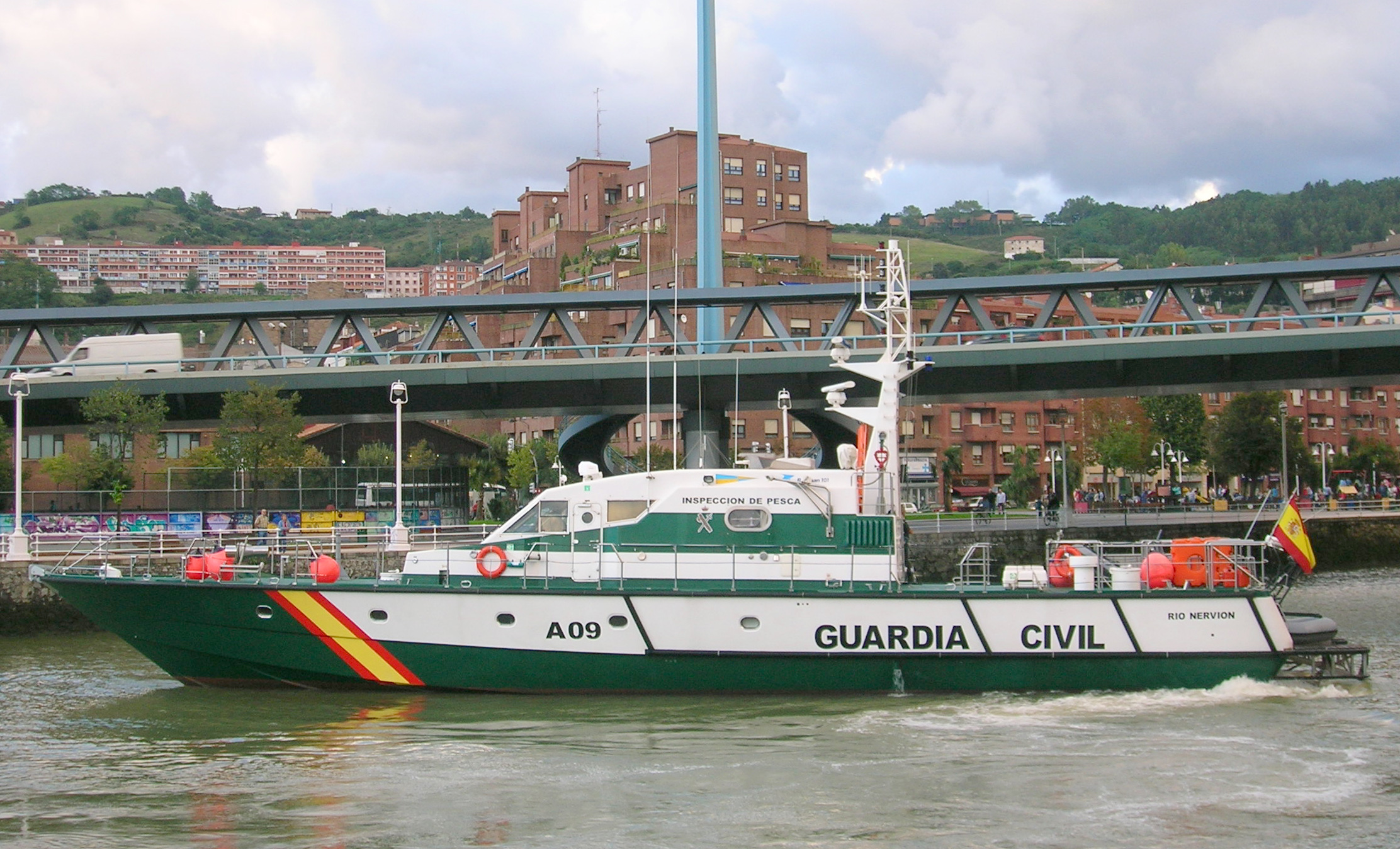
Classe Rodman-101 (es)
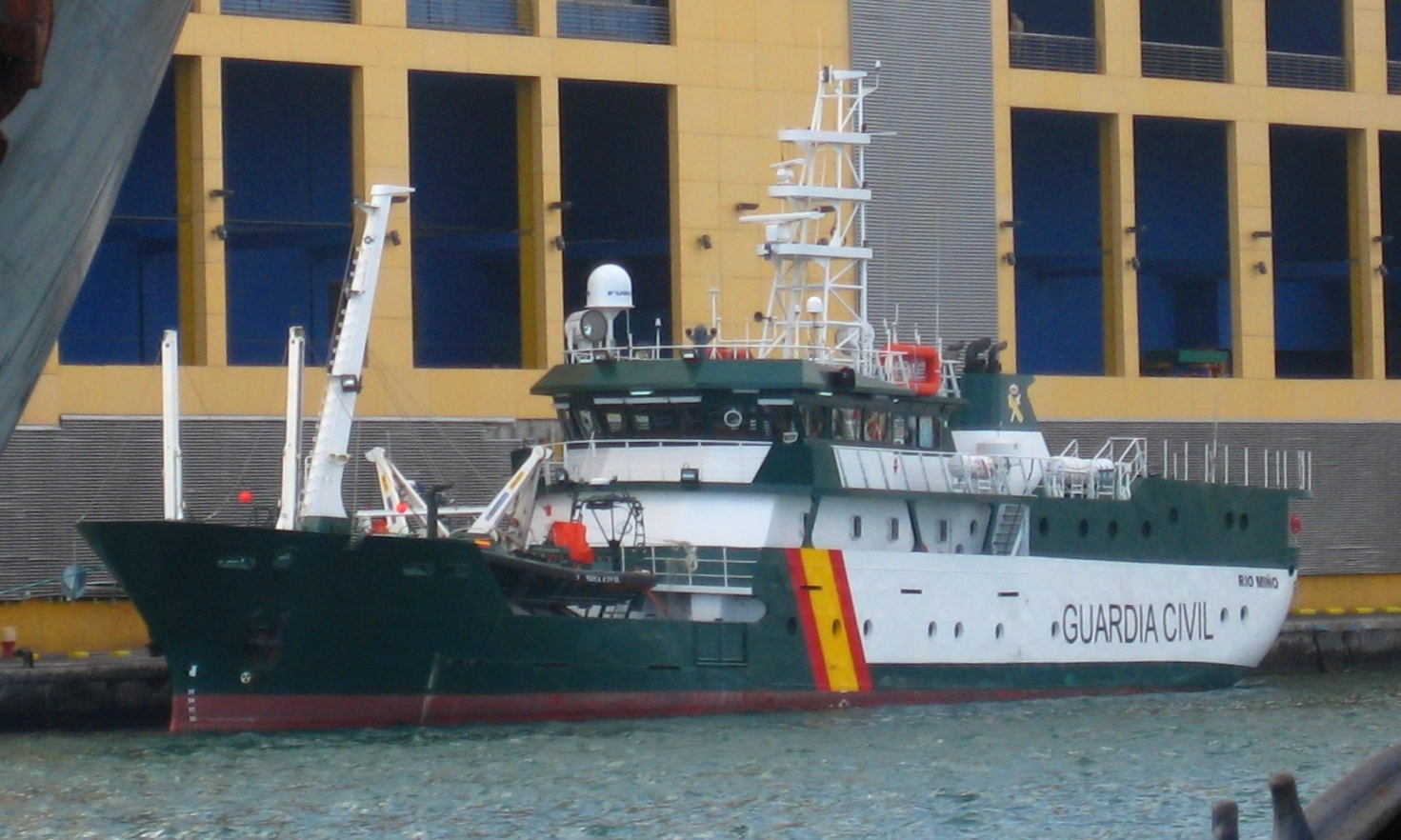
Río Miño (2007)
Río Segura (2010)